# عبدالجلیل لونی
عبدالجلیل لونی یا عبدالجلیل چلبی (درگذشتهٔ ۱۷۳۲) نقاش دربار عثمانی بود.

## زندگی‌نامه
وی در ادرنه، در اواخر قرن ۱۷ به دنیا آمد. او تبدیل به یکی از برجسته‌ترین نقاشان در امپراتوری عثمانی شد و نقاش درباری مصطفی دوم و احمد سوم بود. او از اشخاص عصر لاله بود. او در استانبول درگذشت.
در سمت نقاش دربار او شاهکارهای شگفت‌آوری خلق کرد: سورنامهٔ سلطان احمد خان و سورنامهٔ وهبی. کتاب دوم که هنوز در کتابخانهٔ کاخ توپقاپی موجود است، شامل تصاویری از جشن ختنه سوران ۴ تن از پسران احمد سوم در سال ۱۷۲۰ است. اما به نظر می‌رسد هدف اصلی لونی در نقاشی بیشتر نقاشی، نگارگری‌های تک ورقی از اشخاص است: دختران زیبا، زنانی که به راحتی لم داده‌اند و مردان جوان جذاب. چهره‌ها در آثار او احساسات کمی را نشان می‌دهند.

## آثار

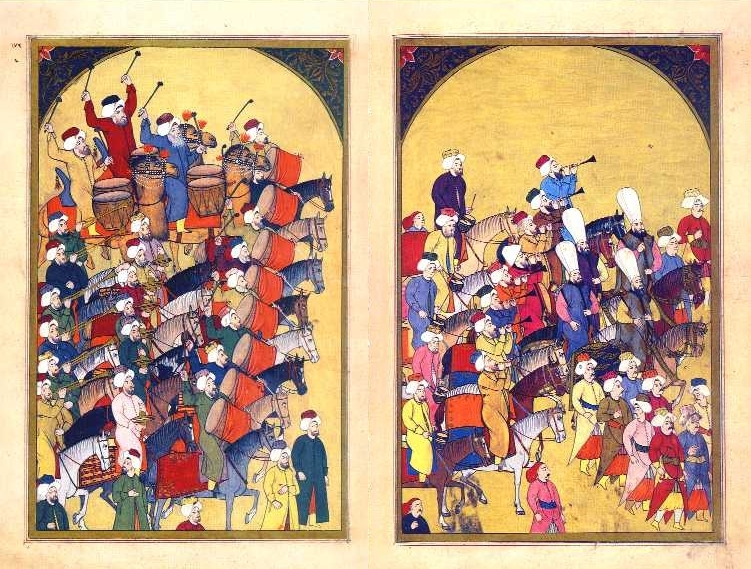
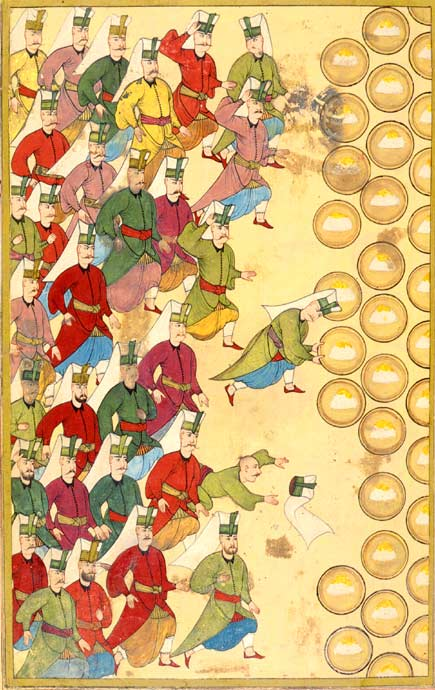
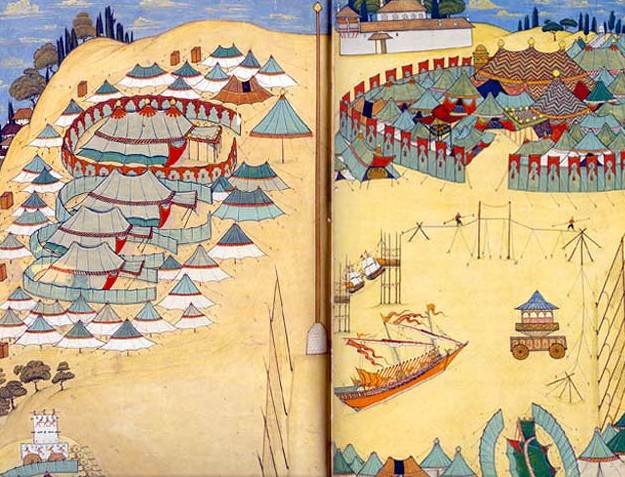
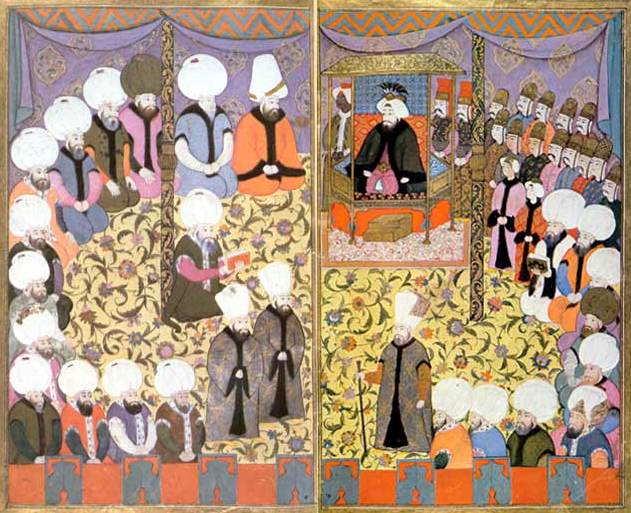
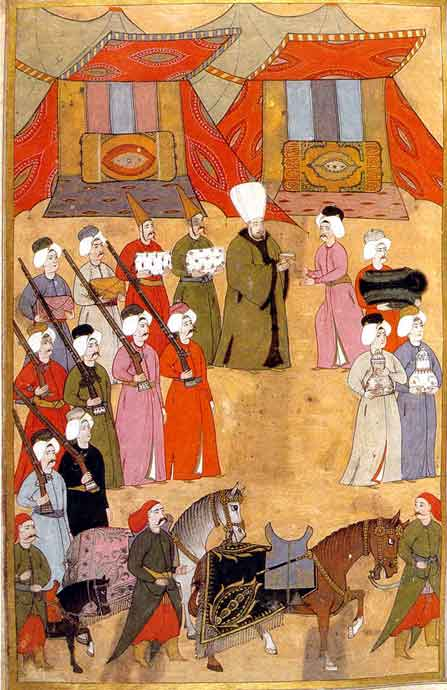
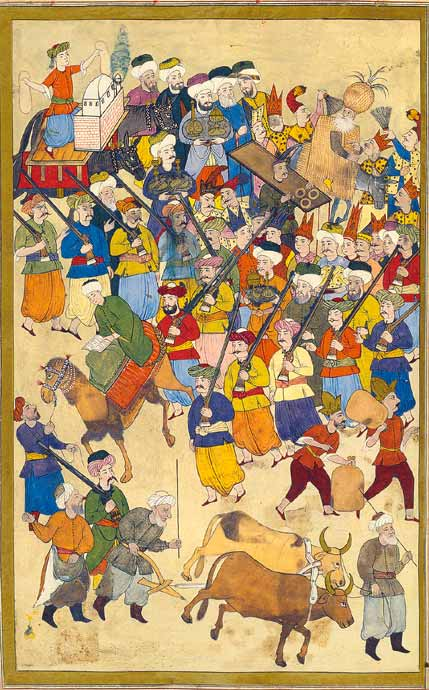
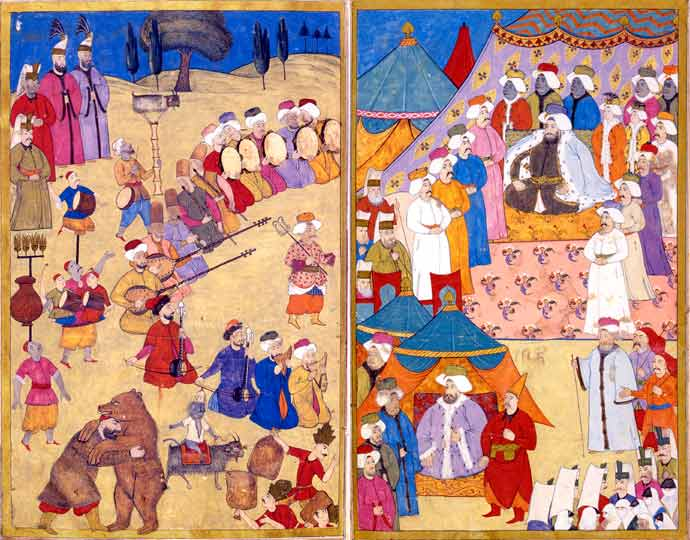
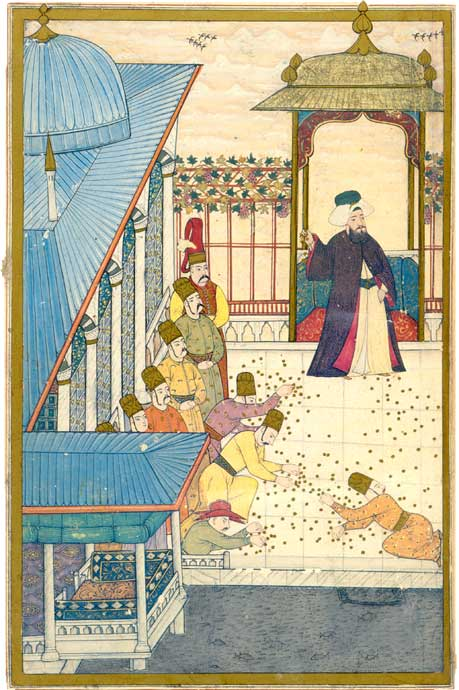
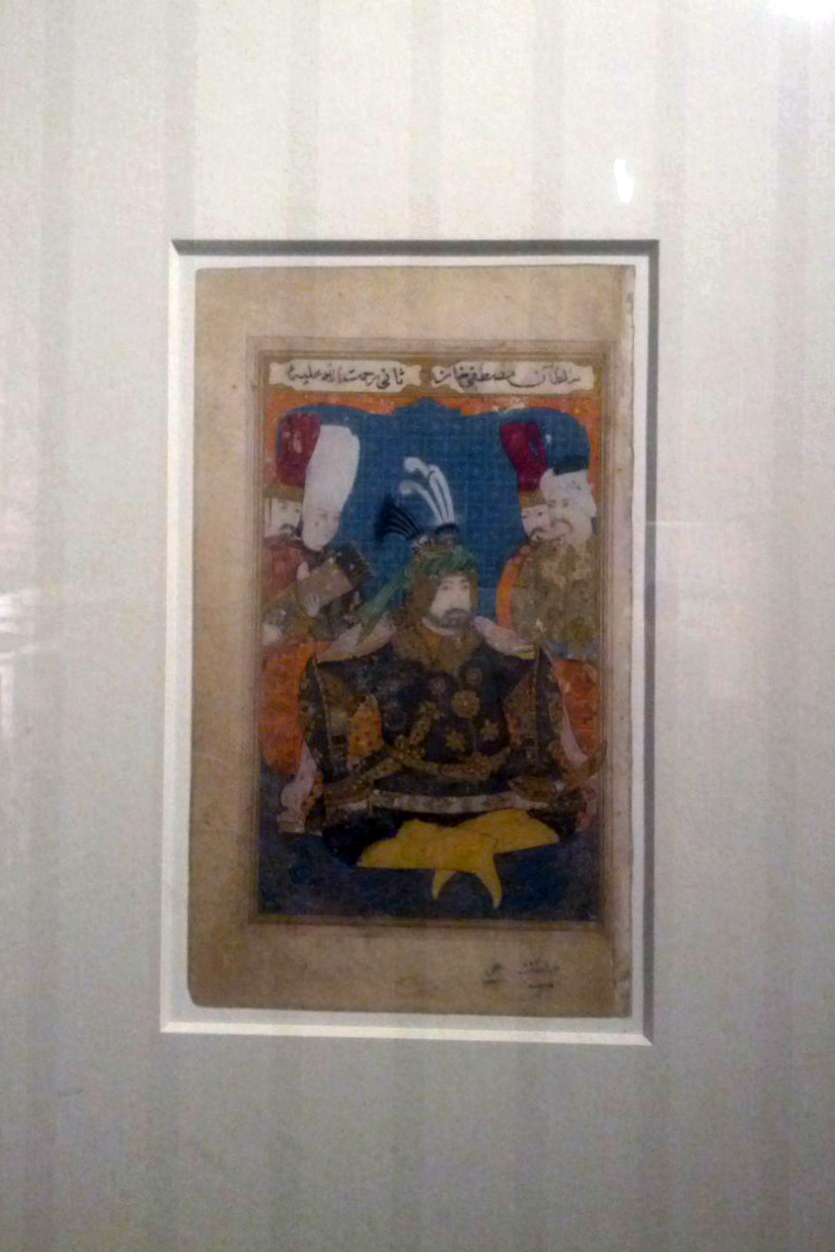
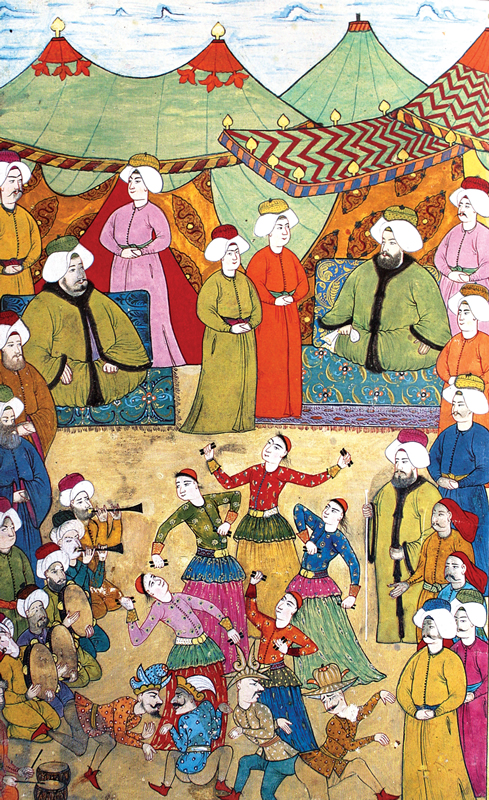